# 메이스 힐허르스
메이스 빅토르 요서프 힐허르스(인도네시아어: Mees Victor Joseph Hilgers, 2001년 5월 13일 ~ )는 에레디비시의 FC 트벤터에서 센터백으로 활약하고 있는 네덜란드 태생 인도네시아의 프로 축구 선수로 인도네시아 국가대표팀의 일원으로도 활동 중이며 네덜란드 U-21 대표팀 출신이다.

## 구단 경력

### 트벤터
2018년 12월 6일, 힐허르스는 트벤터와 첫 프로 계약을 체결했다. 그는 2020년 12월 5일, 아약스와의 에레디비시 경기에서 2-1로 승리하며 트벤터에서 프로 데뷔 전을 치렀다.
2022-23년 시즌, 힐허르스는 사타구니 부상으로 3월부터 한동안 경기에 나서지 못했다. 복귀 후 훌리오 플레게주엘로에게 주전 자리를 빼앗겼다. 그는 트벤터에서 떠나는 것처럼 보였지만 2023년 7월에 2026년 중반까지 새로운 계약을 체결했다.
2024년 8월 13일, 힐허르스는 레드불 잘츠부르크와의 UEFA 챔피언스리그 3차 예선 2차전에서 골을 넣으며 3-3 무승부를 기록했지만 트벤터는 합계 4-5로 패했다.
2024년 9월 25일, 힐허르스는 올드 트래퍼드에서 열린 맨체스터 유나이티드와의 2024-25년 UEFA 유로파리그 경기에서 90분 내내 선발 출전해 1-1 무승부를 기록했다. 또한 다음 경기인 페네르바흐체와의 홈 경기에서는 0-0으로 비기며 인도네시아 선수로는 최초로 유로파리그에 출전했다.

## 국가대표팀 경력
힐허르스는 네덜란드의 21세 이하 유소년 국가대표 출신이다.
2024년 9월, 힐허르스는 인도네시아를 대표하기로 결정했다. 다음 달에는 바레인과 중국과의 2026년 FIFA 월드컵 예선 경기에 소집되었다. 2024년 10월 10일, 힐허르스는 바레인과의 경기에서 2-2 무승부를 기록하며 데뷔 전을 치렀다.

## 사생활
네덜란드에서 태어난 힐허르스는 북술라웨시주 마나도 출신의 어머니를 통해 인도네시아 출신이다.
2024년 9월 30일, 힐허르스는 엘리아노 레인더르스와 함께 인도네시아 대사관에서 열린 기념식에서 인도네시아 시민으로 선서한 후 공식적으로 인도네시아 국적을 취득했다.